# 마부치 스미오

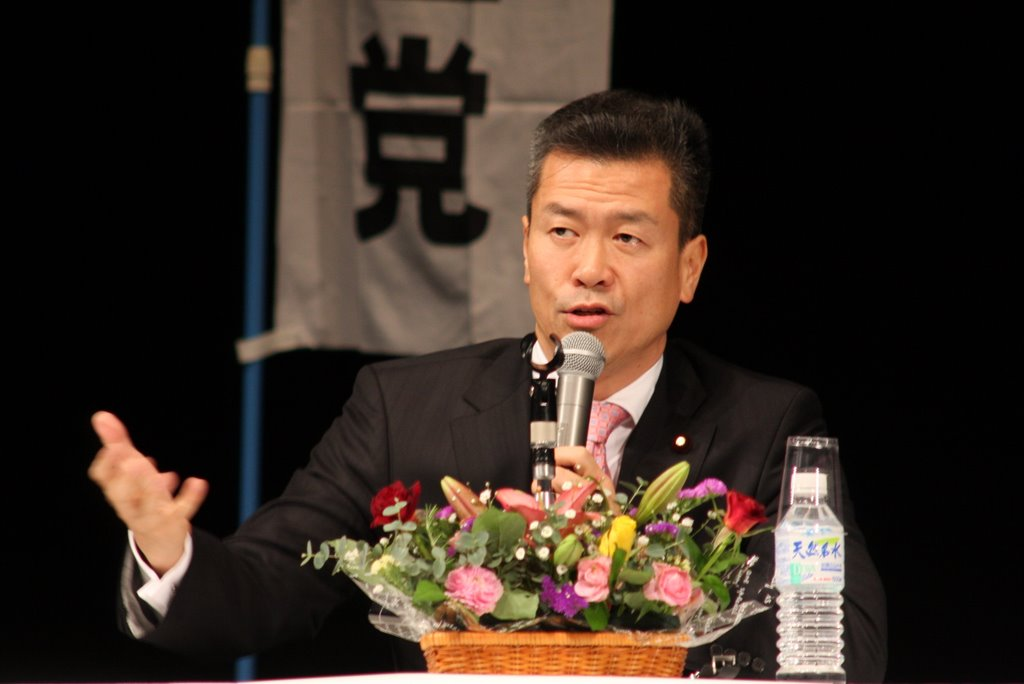
마부치 스미오

마부치 스미오(일본어: 馬淵澄夫, 1960년 8월 23일 ~)는 일본의 정치인으로, 입헌민주당 소속 중의원 의원(8선), 간 내각 제1차 개조내각에서 제14대 국토교통대신, 내각부 특명담당대신 (오키나와 및 북방 대책 담당) 을 역임한 경력이 있다. 현재 입헌민주당에 국회대책위원장을 맡고 있다. 선거구는 나라현 제1구이다. 

## 간 나오토 총리 시절
마부치 스미오는 간 나오토 총리시절에 간 내각 제1차 개조내각에서 국토교통대신, 내각부 특명담당대신 (오키나와 및 북방 대책 담당) 을 역임한 경력이 있다. 그리고 내각총리대신 보좌관 (도호쿠 지방 태평양 지진에 의한 재해 및 원자력 발전소 사고 대응 담당) 을 역임 했다.

## 역대 선거 결과
|  | 32.69% |

|  | 48.18% |

|  | 37.23% |

|  | 60.67% |

|  | 37.86% |

|  | 48.41% |

|  | 39.69% |

|  | 38.97% |

|  | 38.96% |